# Beaujeu, Rhône
Beaujeu (Bôjor/Biôjœr trong Arpitan) là một xã thuộc tỉnh Rhône trong vùng Auvergne-Rhône-Alpes phía đông nước Pháp. Xã này nằm ở khu vực có độ cao trung bình 293 mét trên mực nước biển.